# Шихобалов, Емельян Николаевич
Емелья́н Никола́евич Шихоба́лов (?—1888) — крупный скотопромышленник и землевладелец, купец первой гильдии, потомственный почетный гражданин, благотворитель. Брат Антона Шихобалова.

## Деятельность
После смерти отца в 1856 году наследство разделили сыновья. Емельяну достались салотопенный завод, скотобойни, варочное и засолочное производство, кожевенные цеха, а также все подсобные строения. Шихобалов владел в Самаре собственным домом с садом площадью в 7200 квадратных саженей. Здание располагалось в границах нынешних улиц Красноармейской, Фрунзе и Рабочей, до наших дней не сохранилось.
Помимо коммерческой, Шихобалов занимался общественной деятельностью. В разные годы он занимал посты заседателя гражданской судебной палаты, почётного мирового судьи, директора общественного банка и гласного Самарской городской думы. За исполнение этих обязанностей Шихобалов не получал денег из казны.
Широко известна благотворительная деятельность купца. При его активном участии возведено множество богоугодных заведений и храмов. Самый известный из них — Самарский кафедральный собор.

## Семья
Дед и отец Шихобаловы — зажиточные крестьяне села Наченалы Симбирской губернии. В 1833 году имущество Шихобаловых сгорело, семья переехала в Самару. Здесь Шихобаловы занимались разного рода предпринимательством, в основном скотоводством и переработкой сала. К концу XIX века фамилия Шихобаловы стала одной из самых известных в Самарской губернии. Дед — Иван Андреевич Шихобалов (1764—1848), отец — Николай Иванович Шихобалов.